# Englerocharis pauciflora
Englerocharis pauciflora là một loài thực vật có hoa trong họ Cải. Loài này được Al-Shehbaz mô tả khoa học đầu tiên năm 1989.